# Crassimarginatella fossa
Crassimarginatella fossa är en mossdjursart som beskrevs av Uttley 1951. Crassimarginatella fossa ingår i släktet Crassimarginatella och familjen Calloporidae. Inga underarter finns listade i Catalogue of Life.